# Łyczezar Borisow
Łyczezar Dimitrow Borisow, bułg. Лъчезар Димитров Борисов (ur. 24 kwietnia 1978 w Samokowie) – bułgarski ekonomista i urzędnik państwowy, w latach 2017–2020 wiceminister, a od 2020 do 2021 minister gospodarki.

## Życiorys
Uzyskał magisterium z makroekonomii na Uniwersytecie Gospodarki Narodowej i Światowej w Sofii, na tej samej uczelni ukończył studia podyplomowe z zakresu rachunkowości i finansów. W 2002 podjął pracę w ministerstwie gospodarki. W latach 2006–2017 był naczelnikiem departamentu, kierując różnymi działami (w tym restrukturyzacji i rynków kapitałowych, a także projektów inwestycyjnych). W lutym 2017 został wiceministrem gospodarki. W lipcu 2020 powołany na ministra gospodarki w trzecim rządzie Bojka Borisowa. Zakończył urzędowanie w maju 2021.
W kwietniu 2021 z ramienia partii GERB został posłem do Zgromadzenia Narodowego 45. kadencji.